# Hello, Dolly! (chanson)
Pour les articles homonymes, voir Hello, Dolly! (homonymie).
Clip vidéo
[vidéo] « Louis Armstrong - Hello, Dolly (The Ed Sullivan Show) », sur YouTube
[vidéo] « Louis Armstrong et Barbra Streisand - Hello, Dolly! », sur YouTube
Hello, Dolly! est un standard de jazz américain de l'auteur-compositeur Jerry Herman. Chanson-titre de sa comédie musicale Hello, Dolly!, elle est créée à Broadway en 1964 par Carol Channing, et reprise par Barbra Streisand dans le film-éponyme en 1969. 
La version jazz Nouvelle-Orléans de Louis Armstrong enregistrée en 1964 est un des plus importants succès internationaux de son répertoire.

## Historique
Elle est interprétée pour la première fois en 1964 par le duo Carol Channing et David Hartman, pour la comédie musicale à grand succès Hello, Dolly!, au St. James Theatre de Broadway à New York,.
Louis Armstrong et son big band jazz All Stars enregistrent un single de ce titre au Columbia's 30th Street Studio de New York, pour l'album-homonyme Hello, Dolly! (en) de 1964. La comédie devient un des triomphes historiques de Broadway, et le titre atteint rapidement la 1re place du Billboard Hot 100 américain, devant le succès fulgurant de la British Invasion des Beatles (un des plus importants succès de la carrière d'Armstrong), Grammy Award de la chanson de l'année et Grammy Award du meilleur chanteur pop 1965, et Grammy Hall of Fame Award 2001. Il l’interprète à nouveau avec succès en version revue de music-hall, avec Barbra Streisand, dans le film Hello, Dolly! de Gene Kelly (1969).

## Reprises
Elle est reprise par de nombreux interprètes, dont Duke Ellington (1964), Ella Fitzgerald (1964), Judy Garland et sa fille Liza Minnelli (1964), Marvin Gaye (1964), Benny Goodman (1964), Frank Sinatra (1964), Sammy Davis, Jr. (1965), Petula Clark (1965), Louis Prima (1967), Ethel Merman (1970), Annie Cordy (1972), Cab Calloway (1991), Liza Minnelli (1997)…

## Distinctions
- Great American Songbook 1964[10]
- N°1 aux États-Unis en 1964

- Grammy Awards 1965 : 
  - Chanson de l'année (version de Louis Armstrong)
  - Meilleur chanteur pop pour Louis Armstrong

- Grammy Hall of Fame Award en 2001 (version de Louis Armstrong)[11]